# Novovasîlivka, Novîi Buh
Novovasîlivka (în ucraineană Нововасилівка) este un sat în comuna Vilne Zaporijjea din raionul Novîi Buh, regiunea Mîkolaiiv, Ucraina.

## Demografie
Componența lingvistică a localității Novovasîlivka
     Ucraineană (89,47%)
     Rusă (5,26%)
     Română (5,26%)
Conform recensământului din 2001, majoritatea populației localității Novovasîlivka era vorbitoare de ucraineană (89,47%), existând în minoritate și vorbitori de rusă (5,26%) și română (5,26%).